# Théâtre Les Ateliers
 (avril 2025).
 (avril 2025).
Si vous disposez d'ouvrages ou d'articles de référence ou si vous connaissez des sites web de qualité traitant du thème abordé ici, merci de compléter l'article en donnant les références utiles à sa vérifiabilité et en les liant à la section « Notes et références ».
 (avril 2025).
Le théâtre Les Ateliers a été fondé en 1975 par Gilles Chavassieux. Le théâtre est situé 5 rue Petit David, dans le 2ème arrondissement de Lyon.

## Création du théâtre

### Une collaboration exceptionnelle
Gilles Chavassieux quitte le TNP en 1972 pour fonder un lieu de production et de diffusion d’œuvres artistiques et cinématographiques (création contemporaine, cinéma d’art et d’essai, théâtre, chorégraphie, chanson, arts plastiques).
L’année suivante, en 1973, un groupe de sympathisants lyonnais dont Nicole Lachaise, Alain Sergent, Simone et Pierre Buffard, Liliane Daligand, Noëlle et Pierre Daclin, Claude Vistel, Yann Jomaron,et Roger Pagay se constitue en apportant leur soutien à ce projet.
Mais face à la difficulté de trouver un espace public en lien avec les municipalités de l’agglomération lyonnaise, Gilles Chavassieux commence à chercher un lieu privé. Un début de réhabilitation a été entrepris par la Société Immobilière Saint Antoine (SISA). Gilles Chavassieux rencontre son PDG Jean Pila. Le projet l’intéresse. Là, le vieux théâtre Guignol installé sur le site de la chapelle des Antonins deviendra le Théâtre Les Ateliers, une enseigne de la création contemporaine.
L’architecte scénographe Georges Bacconnier travailla les trois mois qui suivirent sur les nouveaux plans du lieu, ils séduisirent Jean Pila. La SISA acceptera de prendre en charge les 2/3 des travaux nécessaires, et le groupe de sympathisants lyonnais apportera le tiers manquant.
Une SARL (société à responsabilité limitée) est fondée avec ces derniers. Gilles Chavassieux en est le gérant. Il pourra ainsi recevoir la compagnie de production théâtrale du même nom, Les Ateliers, qu’il vient de créer. Nicole Lachaise en devient la secrétaire générale et le comédien Alain Sergent sera le premier compagnon de route.

### Description et projet
Après un an de travaux , le lieu ouvre ses portes le 12 septembre 1975 avec la projection du film « India Song » en première vision à Lyon et en présence de Marguerite Duras. La saison se poursuit avec le Cuarteto Cedron pour la première fois à Lyon le 7 octobre 1975, puis la reprise de la création de « Ivan Vassilievitch » de Mikkaïl Boulgakov.
Le théâtre sera composé à termes de deux salles. La salle à l’italienne Arthur Adamov, avec une capacité de 230 places et la salle Bernard Dort, composée de gradins et pouvant accueillir 99 spectateurs. L’ensemble s’appuie sur deux immeubles rue Petit David, l’un d’eux ayant reçu le théâtre Guignol jusqu’en 1966.
Les productions de la compagnie seront jouées de dix-huit à 30 représentations, reprises la saison suivant aux Ateliers et en tournées. Les compagnies invitées resteront d’une à deux semaines où les auteurs d’expressions françaises, francophones et étrangères seront largement représentés.
Les productions de Gilles Chavassieux iront de pair avec la politique d’accueil assurée par Nicole Lachaise .S’appuyant sur les créations/mises en scène « maison », les accueils faits de découvertes et de fidélités artistiques complèteront l’identité du lieu.

### Les années passent, une relève
Simon Delétang jeune metteur en scène sorti de l’ENSATT choisit en 2006 de rejoindre la SCOP (Société coopérative ouvrière de production) Cie les Ateliers. Ce dernier sera élu cogérant à l’assemblée générale du 20 juin 2008 aux côtés de Gilles Chavassieux.
La DRAC Rhône-Alpes annonce en septembre 2010 que le renouvellement de la convention  qui prend fin le 31 décembre 2012, se fera au nom de Simon Delétang. Les autres conventions (Ville de Lyon, Département et Région) se renouvelant à leur date anniversaire initiale respective.
Afin d’obtenir plus de moyens financiers, Simon Delétang souhaite que le renouvellement des conventions se fasse autour d’une table ronde où chacun de ces partenaires publics soit présents. Mais aucune date commune ne convient à ces différents interlocuteurs. Le financement du département disparaît avec l’établissement de Lyon Métropole.
Le 5 septembre 2012, Simon Delétang démissionne sans avoir signé le renouvellement de la convention triennale ni avec la DRAC ni avec aucun autre partenaire,
ce qui entraîne l’arrêt des financements apportés au théâtre le 31 décembre 2012. Les pouvoirs publics demandent à Gilles Chavassieux de continuer à gérer le Théâtre les Ateliers jusqu’au 30 juin 2013, leur financement s’arrêtant à cette date,. Avec l’accord de la SCOP, le metteur en scène Philippe Delaigue se propose comme nouveau gérant de la société. Mais il n’obtient aucune réponse de la part des partenaires, ce qui l’amène à retirer sa candidature.
La ville de Lyon a choisi Joris Mathieu, tenant des arts numériques.
La SCOP les Ateliers doit accepter ce choix qui est également celui de la DRAC.
Lors de l’assemblée générale du 13 décembre 2013, Joris Mathieu devient Gérant. Bientôt il dissoudra la SCOP compagnie Les Ateliers, débaptisera le lieu que 40 ans plus tôt elle avait créé. Il s’appellera désormais «  Les Ateliers Presqu’ile » et deviendra une salle annexe du TNG (théâtre nouvelle génération).

## Un lieu ouvert aux écritures contemporaines et à la création
Depuis son ouverture en 1975 et jusqu’en 2013, le théâtre Les Ateliers a choisi, produit, accueilli les écritures contemporaines dans leurs différentes formes : théâtre, lectures, rencontres, performances, poésie, chanson.
Gilles Chavassieux travaille sur les textes d’Arthur Adamov, Rainer Werner Fassbinder, Jean Genet, Tankred Dorst, Bertolt Brecht, Michel Vinaver, Jean-Yves Picq, Kateb Yacine, Jon Fosse, Didier Georges Gabilly, Alain Jugnon, Peter Turrini, Heiner Müller et tant d’autres.
Il accueille et soutient des metteurs en scène et des équipes autour de ce projet pour des séries de représentations et sur plusieurs saisons.
Ce sont les textes de Valère Novarina, Michel Vinaver, Joël Jouanneau, François Bon, Jean-Paul Wenzel, Georges Perec, Louis Calaferte, Michel Tremblay, Samuel Beckett, Thomas Bernhard, Eugène Durif, F.X.Kroetz, Jean-Luc Lagarce, Jean-Yves Picq, Olivier Cadiot, Emmanuel Bourdieu, Frédéric Sonntag, William Pellier, Christoph Tarkos, pour ne citer que quelques-uns et complétés par des auteurs étrangers : Heiner Mûller, Sarah Kane, Lars Noren, Caryl Churchill, Yvan Viripaev etc.. Il faut ajouter les lectures et les mises en jeu autour des créations ou les festivals avec l’Italie, l’Allemagne, L’Angleterre ou encore la manifestation « Les Européennes » qui chaque saison fait découvrir des inédits d’auteurs européens , français et francophones.
Il reste de grands souvenirs de certains accueils :
Dominique Bagouet sur scène pour « F.et Stein »; Régine Chopinot et ses toutes premières créations ; le Living Théâtre avec 3 spectacles ; Les Comediants, catalans exubérants et heureux; Ariane Mnouchkine, avec « Méphisto » d’après Klaus Mann ; El Teatro Campesino , chicanos issus des syndicats mexicains de Californie ; Pip Simmons Theâtre, troupe anglaise exigeante, radicale ; les Hauser Orkater, hollandais équilibristes de l’absurde; Christoph Marthaler et le grand art du dérapage s’ouvrant grand sur la rêverie et les chants des montagnes suisse dans «Le voyage de Lina Bögli»; Emma Dante, la sicilienne qui parle des siens, ces pauvres et démunis qui continuent à tenir tête !; Spiro Scimone, autre sicilien et Rodrigo Garcia, l’espagnol-argentin.
Il reste la poésie -poèmes ou chansons- avec Pierre et Mousse Boulanger, Rufus, Colette Magny, Atahualpa Yupanqui, Mercedes Sosa, Jean-Roger Caussimon, Areski Fontaine, Pierre Alferi, Angélique Ionatos.
Il reste les rencontres, les débats au fil des saisons avec Marguerite Duras, Jean Duvignaud, Bernard Dort, Jacky Adamov, Michel Bataillon, Jack Ralite, Michel Vinaver, Jean-Claude Carrière et d'autres.